# حياة القلوب (كتاب)
حياة القلوب هو عنوان كتاب للشيخ محمد باقر المجلسي (المتوفى سنة 1110 هـ) كتبه باللغة الفارسية في القرن الحادي عشر والثاني عشر. يضم هذا الكتاب حياة الأنبياء، وسيرة النبي محمد وأئمة الشيعة. كما يتطرق إلى النبوة العامة، والخلافة المباشرة لعلي ووجوب وجود الإمام المعصوم بعد النبي. ويعتمد الكتاب على المنهج النقلي من خلال الاستدلال بـالقرآن الكريم والروايات.

## موضوع الكتاب
يحتوي هذا الكتاب على قصص الأنبياء، وأوصياءهم وبعض القصص المذكورة في القرآن والسيرة النبوية، وما وقع في عهد البعثة النبوية وقبلها، ومن البعثة إلى الهجرة ومن الهجرة إلى وفاة الرسول، كما يتوقف لدى أمور كمعرفة الإمام ووجوب وجود الإمام ويذكر الآيات التي تتطرق إلى الإمامة.

## دوافع التأليف
أشار المجلسي في مقدمة كتابه أن الدافع خلف تأليف هذا الكتاب هو إخراج كتاب مفصّل يتبنى جوانب عدة من تاريخ حياة النبي، والسيرة والأخلاق والمعجزات والغزوات ودلائل إمامة وخلافة أئمة الشيعة وأخلاقهم وحياة فاطمة الزهراء.
ولم يكن هذا الدافع هو الوحيد الذي جرّ المجلسي إلى تأليف هذا الكتاب بل هناك دافع آخر وهو أن ما كتب قبل هذا الكتاب بالفارسية في الموضوع نفسه كان يستند إلى كتب أهل السنة.

## المحتويات
كتب المجلسي هذا الكتاب في ثلاث مجلدات ثم قام بتحقيقه السيد علي اماميان وتمت طباعته في خمس مجلدات وفي أبواب وفصول عدة، كما يلي:

### المجلد الأول
ما يشترك بين كل الأنبياء والأوصياء
- فضائل وتواريخ وقصص النبي آدم وحواء
- النبي إدريس وآدم
- النبي هود وقومه
- النبي صالح
- النبي لوط
- ذوالقرنين
- النبي يعقوب ونبي الله يوسف
- نبي الله أيوب وشعيب
- نبي الله موسى وهارون

### المجلد الثاني
- النبي حزقيل
- النبي إسماعيل والمسمى في القرآن بـ "صادق الوعد"
- النبي الياس واليسع وإيليا
- لقمان الحكيم
- اشمويل وطالوت وجالوت
- النبي داوود
- أصحاب السبت
- النبي سليمان
- قوم سبأ وأهل ثرثار
- حنظلة  وأصحاب الرس
- النبي زكريا ويحيى عليهما السلام
- السيدة مريم بنت عمران، أم النبي عيسى
- النبي عيسى بن مريم
- النبي إرميا ودانيال وعزير
- النبي يونس بن متى وأبوه
- أصحاب الكهف الرقيم
- أصحاب الأخدود ونبي المجوس
- النبي جرجيس
- خالد بن سنان
- من الأنبياء من لم يذكر اسمه الشريف
- الأخبار النادرة في بني إسرائيل وغيرهم ممن لم يكونوا أنبياء
- أخبار بعض الحكام
- هاروت وماروت

### المجلد الثالث
- نسب النبي وخَلقه المبارك.
- البشارة بظهور النبي من قبل الأنبياء والأوصياء
- ولادة النبي
- سيرته من الطفولة حتى البعثة
- فضائل السيدة خديجة سلام الله عليها وزواج النبيمنها.
- الأسماء المكتوبة على خاتم النبي وأسماء مركبه وأسلحته وكل ما نسب إليه.
- خلقه وسيماه المباركة
- الأخلاق الحميدة والسلوك الحسن للنبي
- من مناقبه وفضائله وخصائص النبي
- وجوب إطاعته ومحبته وولايته والنهي عن مخالفته
- وجوب تكريمه وتعظيمه وسلوكه الإجتماعي
- عصمة النبي عن المعصية والسهو والنسيان
- كثرة علمه وإعجاز القرآن
- ظهور المعجزات منه كما هو حال الأنبياء من قبله
- ما تتعلق من المعجزات بالأجرام السماوية والآثار العلوية
- معجزاته في الجمادات والنباتات
- معجزاته في الحيوانات واستجابة دعاء النبي لإحياء الموتى وكلامه معه وشفاء المرضى وغير ذلك
- معجزاته في دفع شر الأعداء
- معجزاته في الإستيلاء على الشيطان والجن وإيمان بعضهم بالنبي وإنباءهم بنبوته
- الإخبار عن الغيب
- بعثة النبي وما عاناه من قبل ظالمي قومه وكيفية نزول الوحي عليه
- كيفية معراج النبي
- الهجرة إلى الحبشة
- شعب أبي طالب وخروجه منه وبيعة الأنصار لهووفاة أبي طالب وخديجة وما جرى عليه حتى الهجرة إلى المدينة

### المجلد الرابع
- الهجرة إلى المدينة ونزوله فيها وبناء المساجد والبيوت وما وقع في السنة الأولى للهجرة
- غزوات النبي
- غزوة بدر وما وقع بعدها حتى حرب أحد
- غزوة أحد
- غزوة حمراء الأسد
- ما وقع بين غزوة أحد والأحزاب
- غزوة الأحزاب
- غزوة بني قريظة واستشهاد سعد بن معاذ واستجابة توبة أبي لبابة
- وقائع وغزوات وقعت بين غزوة الأحزاب وصلح الحديبية
- غزوة الحديبية وبيعة الرضوان
- فتح الخيبر وعودة جعفر الطيار من الحبشة
- غزوة عمرة القضاء ورسالة النبي إلى الملوك وكل ما جرى حتى غزوة مؤتة
- غزوة مؤتة
- غزوة ذات السلاسل
- فتح مكة
- غزوة حنين وما جرى حتى غزوة تبوك
- غزوة تبوك ووقائع العقبة ومسجد ضرار
- نزول سورة التوبة
- المباهلة
- كل ما وقع حتى حجة الوداع
- ما جرى في حجة الوداع ووقائع الحج والعمرة في حياة النبي
- الأخبار النادرة في النبي وحالات بعض الصحابة ومناظرات ومعارضات وقعت بين النبي والمشركين وأهل الكتاب وآخرين.
- أولاده
- عدد أزواجه ونبذة عنهن
- زواج النبي من زينب بنت جحش وبيان بعض أحوال زيد بن حارثة
- أم سلمة
- عائشة وحفصة
- أقرباءه ومواليه وزملاءه ومن أعتقه.
- فضائل المهاجرين والأنصار والصحابة والتابعين ومقتطفات من أحواله
- فضائل بعض كبار الصحابة
- سلمان الفارسي
- أبو ذر الغفاري
- مقداد بن أسود الكندي
- فضائل أمة النبي وبعض أحواله
- وصية النبي وما جرى بعيد وفاته من المصيبة الكبرى والتغسيل والتكفين والدفن والصلاة على جثمانه الطاهر وما تزامن مع ذلك وبعض ما وقع بعض مدفنه.

### المجلد الخامس
- وجوب وجود إمام في كل عصر
- آيات نزلت في شأن الأئمة الأطهار

## الهوامش
1. تعدى المحتوى الحالي إلى أعلى الصفحة↑ المجلسي، حیاة القلوب، ج 1، ص 29.